# Oh! uomo
Oh! Uomo è un film del 2004, diretto dai registi Yervant Gianikian e Angela Ricci Lucchi e presentato al Festival di Cannes.
Fa parte di una trilogia che include anche Prigionieri della guerra 1914-18 e Su tutte le vette è pace

## Trama
Oh! Uomo espone le ferite e le mutilazioni subite da soldati e civili durante la prima guerra mondiale. Assembla materiali d'archivio precedentemente inediti, in quanto censurati e banditi, che mostrano le deformazioni sui corpi di bambini in Austria e Russia e dei soldati in Europa, riflettendo su come spesso la forma patriottico-civile del conflitto nelle pubbliche rappresentazioni strida totalmente con i barbari risultati che questo porta sul corpo umano. Nel film è presente anche una ripresa molto esplicita di un'operazione ad un occhio, estirpato dal viso e sostituito con uno finto, nonché sequenze in cui si compara la carne viva alle protesi artificiali.

## Produzione
Prodotto dal Museo storico italiano della guerra di Rovereto e dal Museo storico del Trentino di Trento con la consulenza dello storico Diego Leoni.